# Bárbara Domingos
Bárbara de Kássia Godoy Domingos (Curitiba, 2 de março de 2000) é uma ginasta rítmica brasileira tricampeã pan-americana. Ela é a primeira brasileira a ganhar ouro no Individual Geral de Ginástica Rítmica nos Jogos Pan-Americanos e a primeira brasileira a entrar para o grupo das 12 melhores do Campeonato Mundial de Ginástica Rítmica.

## Biografia e carreira
Sua atuação na ginástica rítmica iniciou-se aos seis anos de idade, após uma breve passagem pela ginástica artística. Ela participou do Campeonato Mundial de Ginástica Rítmica de 2019, ficando em 31º lugar na competição geral, a melhor finalização de uma ginasta brasileira desde a edição de 1975, bem como a melhor posição alcançada por uma ginasta brasileira individual em um Campeonato Mundial. Ela foi medalhista de prata geral dos Jogos Sul-americanos de 2018, e medalhista de três ouros e uma prata no Campeonato Pan-Americano de Ginástica Rítmica de 2021, realizado no Rio de Janeiro.
Em 2018, ela recebeu o Prêmio de Mérito Esportivo em sua cidade natal, Curitiba.
Foi medalha de bronze no aparelho fita nos Jogos Pan-Americanos de Lima 2019.
Em 2023, ela se tornou a primeira atleta do país a entrar para o grupo das 12 melhores do Campeonato Mundial, terminando o individual geral na 11ª colocação. Ao chegar à final, ela já havia se tornado a primeira brasileira a se classificar à Olimpíada pelos critérios universais. No mesmo ano, conquistou o ouro na categoria Individual Geral da Ginástica Rítmica, nos Jogos Pan-Americanos de Santiago, feito inédito para o Brasil. Além disso, conseguiu mais dois ouros na mesma edição do Pan, sendo nos aparelhos Bola e Fita e duas pratas nos aparelhos Arco e Maças, ficando atrás apenas da também brasileira Maria Eduarda Alexandre, elas que dividiram o pódio várias vezes nesse mesmo campeonato. Nunca na história dos Pans o Brasil tinha conquistado um ouro sequer em uma prova individual da ginástica rítmica. Coube a Babi o feito.
Nos Jogos Olímpicos de 2024 em Paris, ela se tornou a primeira brasileira a se classificar para a final do individual geral da Ginástica Rítmica, ao obter a 8º posição na fase classificatória. 